# Кингуэлл, Дилан
Дилан Кингуэлл (англ. Dylan Kingwell; род. 6 июля 2004, Ванкувер, Британская Колумбия, Канада) — канадский актёр, наиболее известный по ролям молодого Кларка Кента в сериале «Супермен и Лоис» и Стива Мерфи, Эвана Галлико в сериале «Хороший доктор».

## Биография
Родился 6 июля 2004 в Ванкувере, Британская Колумбия, Канада. Имеет родную сестру Кайлу. С детства профессионально занимается хоккеем. Любит играть в гольф. В своём Instagram-аккаунте публикует записи, семейные фото и делает свои кавер-версии на песни. Также он проводит там прямые трансляции со зрителями со всего мира.

## Карьера
В 2011 году Кингэулл получил свою первую роль в телефильме To the Mat. В 2013 году он снялся в фильме в эпизодической роли в фильме «Невероятное путешествие мистера Спивета» и в эпизоде сериала «Люди будущего». В 2014 году он сыграл в короткометражном фильме «Солдаты Земли» и в фильме Тима Бёртона «Большие глаза».
В 2015 году Кингуэлл сыграл одну из главных ролей в сериале «Возвращённые», американской адаптации французского сериала «На зов скорби». В том же году он сыграл молодого Сэма Винчестера в сериале «Сверхъестественное», а также снялся в двух рождественских телефильмах «Ледяная скульптура Рождества» и «Рождественское послание».
В 2016 году Дилан появился в фильмах «Желание на Рождество» и «Одичалый», а в 2017 году — в телефильме «Незнакомец с моими детьми». В 2017—2019 годах он играл роли Дункана и Куигли Квегмайров в сериале «Лемони Сникет: 33 несчастья», а в 2017—2020 годах исполнял роль Стива Мерфи, младшего брата главного героя, в сериале «Хороший доктор».
В 2020 году Кингуэлл сыграл роль Луки в финальном сезоне сериала «Сотня» и роль Сэма Томаса в сериале «Клуб нянь». В 2021 году он получил роль молодого Кларка Кента в сериале «Супермен и Лоис».
В 2021 году снялся в первом сезоне сериала Ruby and The Well (Руби и колодец) в роли Сэма Прайса.

## Фильмография
| Год       |     | Русское название                        | Оригинальное название                | Роль                              |
| --------- | --- | --------------------------------------- | ------------------------------------ | --------------------------------- |
| 2011      | тф  | —                                       | To the Mat                           | Джорди-младший                    |
| 2013      | ф   | Невероятное путешествие мистера Спивета | The Young and Prodigious T.S. Spivet | маленький мальчик                 |
| 2013      | с   | Люди будущего                           | The Tomorrow People                  | юный Стивен                       |
| 2013      | ф   | Большие глаза                           | Big Eyes                             | мальчик на выставке               |
| 2014      | кор | Солдаты Земли                           | Soldiers of Earth                    | юный Койл                         |
| 2015      | с   | Возвращённые                            | The Returned                         | Генри / Виктор                    |
| 2015      | тф  | Ледяная скульптура Рождества            | Ice Sculpture Christmas              | юный Дэвид                        |
| 2015      | тф  | Рождественское послание                 | The Christmas Note                   | Итан                              |
| 2015      | с   | Сверхъестественное                      | Supernatural                         | юный Сэм Винчестер                |
| 2015      | тф  | Желание на Рождество                    | Wish Upon a Christmas                | Дэнни                             |
| 2016      | тф  | Одичалый                                | The Wilding                          | Пейтон Реддингс                   |
| 2017      | тф  | Незнакомец с моими детьми               | A Stranger with My Kids              | Макс Кларк                        |
| 2017      | тф  | Поцелуй у костра                        | Campfire Kiss                        | Артур Хендерсон                   |
| 2017      | тф  | Побег из библиотеки мистера Лимончелло  | Escape from Mr. Lemoncello’s Library | Шон Киган                         |
| 2017—2019 | с   | Лемони Сникет: 33 несчастья             | A Series of Unfortunate Events       | Дункан Квегмайр / Куигли Квегмайр |
| 2017—2020 | с   | Хороший доктор                          | The Good Doctor                      | Эван Галлико / Стив Мерфи         |
| 2020      | с   | 100                                     | The 100                              | Лука                              |
| 2020—2021 | с   | Клуб нянь                               | The Baby-Sitters Club                | Сэм Томас                         |
| 2021      | с   | Супермен и Лоис                         | Superman and Lois                    | молодой Кларк Кент                |
| 2022      | с   | Руби и колодец                          | Ruby and The Well                    | Сэм Прайс / Sam Price             |